# Coupe de la Fédération masculine de basket-ball 2025
Navigation
Coupe de la Fédération masculine de basket-ball 2023 Coupe de la Fédération masculine de basket-ball 2026
La coupe de la Fédération 2025 est la 5e édition de la nouvelle version de la coupe de la Fédération masculine de basket-ball tunisienne. Ce tournoi oppose dix équipes du championnat de Ligue I, le Club africain et l'Union sportive monastirienne s'étant retirés du tournoi. La compétition se déroule entre le 12 janvier et le 3 mai 2025.

## Demi-finales et finale
La Jeunesse sportive kairouanaise remporte la finale aux dépens de l'Étoile sportive du Sahel sur le score de 74 à 60, prenant ainsi sa revanche sur son adversaire qui l'avait battu lors de l'édition précédente.
|  | Demi-finales            | Demi-finales | Demi-finales | Demi-finales | Demi-finales |   |             | Finale                   | Finale | Finale | Finale | Finale |
|  |                         |              |              |              |              |   |             |                          |        |        |        |        |
|  | 25 avril, 30 avril 2025 |              |              |              |              |   |             |                          |        |        |        |        |
|  | ES Sahel                | 2            | 71           | 70           | -            |   |             |                          |        |        |        |        |
|  | ES Radès                | 0            | 70           | 62           | -            |   |             |                          |        |        |        |        |
|  |                         |              |              |              |              |   |             | 3 mai 2025 à La Goulette |        |        |        |        |
|  |                         |              |              |              |              |   | JS Kairouan | 1                        | 74     | -      | -      |        |
|  |                         | ES Sahel     | 0            | 60           | -            | - |             |                          |        |        |        |        |
|  |                         |              |              |              |              |   |             |                          |        |        |        |        |
|  |                         |              |              |              |              |   |             | Match pour la 3e place   |        |        |        |        |
|  | 26 avril, 29 avril 2025 |              |              |              |              |   |             |                          |        |        |        |        |
|  | JS Kairouan             | 2            | 64           | 102          | -            |   |             |                          |        |        |        |        |
|  | ES Goulettoise          | 0            | 50           | 58           | -            |   |             |                          |        |        |        |        |

|  | Suivi de la série. |

|  | Score de l'équipe recevante. |

|  | Score de l'équipe en déplacement. |

## Statistiques de la finale
| Jeunesse sportive kairouanaise | Jeunesse sportive kairouanaise | Étoile sportive du Sahel | Étoile sportive du Sahel |
| ------------------------------ | ------------------------------ | ------------------------ | ------------------------ |
| Joueurs                        | Points marqués                 | Joueurs                  | Points marqués           |
| Mohamed Abbassi                | 16,0                           | Neji Jaziri              | 16,0                     |
| George Williams II             | 14,0                           | Hamdi Braa               | 13,0                     |
| Ahmed Dhif                     | 11,0                           | Omar Mouhli              | 10,0                     |
| Wassef Methnani                | 10,0                           | Oussama Chabbouh         | 10,0                     |
| Oussama Marnaoui               | 8,0                            | Mohamed Adam Rassil      | 5,0                      |
| Mohamed Mnafedh                | 5,0                            | Wissam Kissi             | 2,0                      |
| Belhassen Chihi                | 5,0                            | Ahmed Trimech            | 2,0                      |
| Youssef Dhif                   | 3,0                            | Maodo Nguirane           | 2,0                      |
| Ahmed Addami                   | 2,0                            |                          |                          |
| Total                          | 74                             | Total                    | 60                       |

## Champion
- Jeunesse sportive kairouanaise
  - Président : Mohamed Kalai
  - Entraîneur : Walid Zrida
  - Joueurs : Ahmed Dhif, Youssef Dhif, Jad Jaouadi, Skander Berrached, Oussama Marnaoui, Belhassen Chihi, Ahmed Addami, Mohamed Abbassi, Wassef Methnani, George Williams II, Mohamed Mnafedh, Youssef Aboudi, Amenallah Hammi, Mohamed Sandid